# Monolepta maana
Monolepta maana es una especie de insecto coleóptero de la familia Chrysomelidae.
Fue descrita científicamente en 1963 por Gressitt & Kimoto.